# Dilaktid
A dilaktid (más néven laktid) a tejsav gyűrűs diésztere (dilaktonja).
A tejsav önmagával nem tud laktont alkotni, mert a karboxil- és hidroxilcsoport túl közel van egymáshoz, de két tejsavmolekula dimerré tud egyesülni, amelyben már megfelelő távolságra van egymástól a két atomcsoport. Ez olyannyira így van, hogy hevítés hatására a dimer 6 atomos gyűrűvé,  dilaktiddá alakul.
A laktid szóból kapták a nevüket a gyűrűs észterek, a laktonok.

## Sztereoizomerek
A tejsav királis vegyület két sztereoizomerrel. Ennek megfelelően dimerjének, a dilaktidnak három sztereoizomerje van.

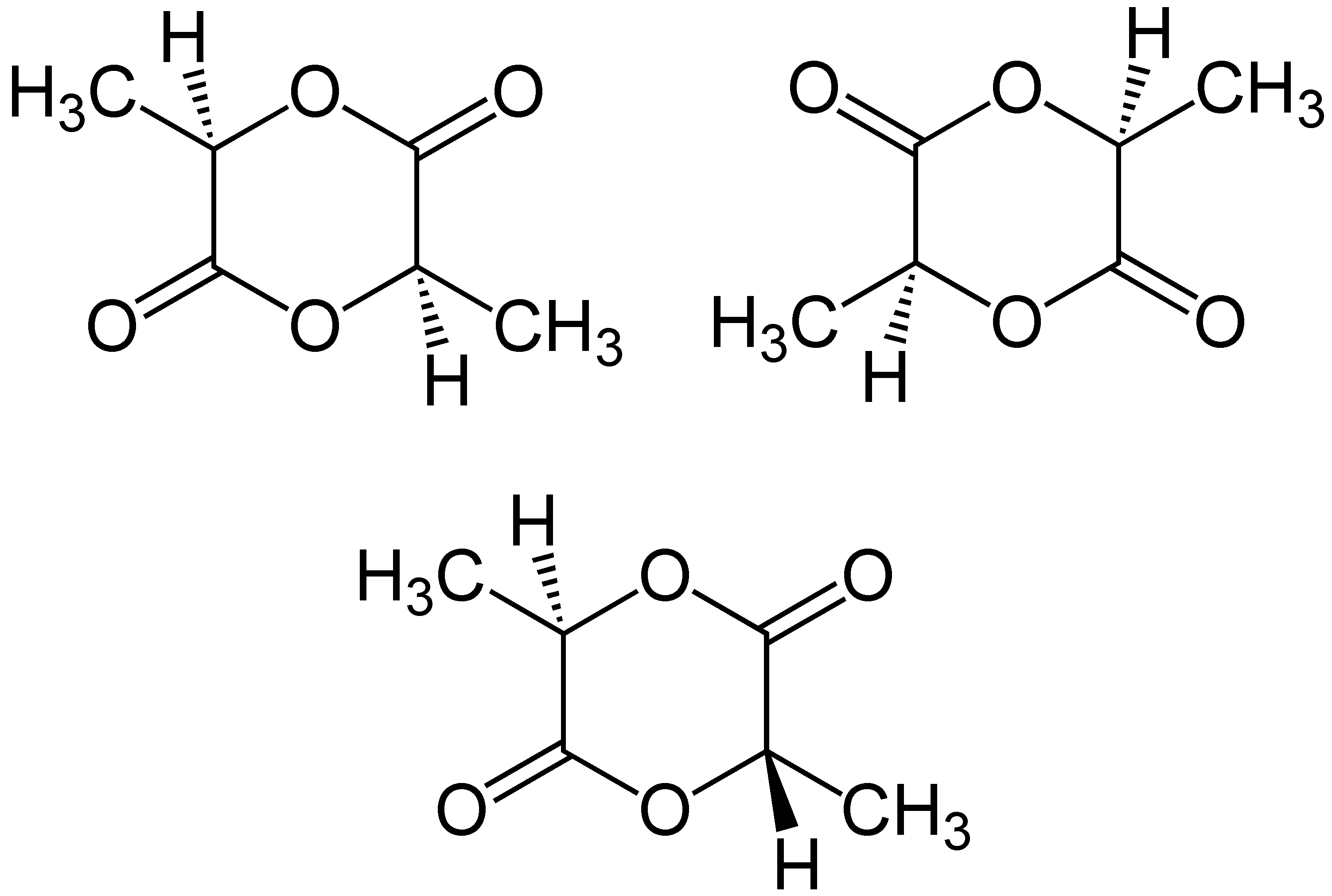
(R,R)-laktid (balra fenn), (S,S)-laktid (jobbra fenn) és mezo-laktid (lenn)

## Polimerizáció
Megfelelő katalizátorral a dilaktid nyílt láncú polilaktonná polimerizálható. Heterotaktikus és szindiotaktikus térszerkezetű polimer egyaránt előállítható.

## Fordítás
Ez a szócikk részben vagy egészben  a   Lactide című angol Wikipédia-szócikk fordításán alapul.  Az eredeti cikk szerkesztőit annak laptörténete sorolja fel. Ez a jelzés csupán a megfogalmazás eredetét és a szerzői jogokat jelzi, nem szolgál a cikkben szereplő információk forrásmegjelöléseként.